# Todi
För andra betydelser, se Todi (olika betydelser).
Todi (latin: Tuder) är en stad och kommun i provinsen Perugia i regionen Umbrien i Italien. Kommunen hade 16 434 invånare (2018) och gränsar till kommunerna Acquasparta, Avigliano Umbro, Baschi, Collazzone, Fratta Todina, Gualdo Cattaneo, Marsciano, Massa Martana, Monte Castello di Vibio, Montecchio, Orvieto och San Venanzo.
Todi är med sitt läge ovanför Tiberdalen en av de mest spektakulära bergsstäderna i Umbrien. Från början en etruskisk bosättning följt av en romersk, som har bevarat en medeltida atmosfär, med flera små kyrkor, tre offentliga palats och många rofyllda platser. De flesta besökare kommer för att se Piazza del Popolo, huvudtorget, och den vackra enkla fasaden till stadens Duomo. Den uppfördes på 1200-talet på den plats där det tidigare stått ett romerskt tempel tillägnat Apollo.
Todi är bland annat känt för kyrkan Santa Maria della Consolazione, som är belägen utanför stadens murar.